# Девід Емонґ
Девід Емонґ (англ. David Emong; 1990) — угандійський паралімпійський спортсмен, який виступає в спринті і в бігу на середні дистанції. Він виграв першу паралімпійську медаль Уганди на Паралімпійських іграх 2016 року, здобувши срібну медаль у бігу на 1500 метрів у класі T46.